# Karpogory
Karpogory (ryska: Карпогоры) är en ort i Archangelsk oblast i Ryssland. Den ligger vid floden Pinega. Folkmängden uppgick till 4 443 invånare vid folkräkningen 2010.